# Carrhotus malayanus
Carrhotus malayanus is een spinnensoort uit de familie springspinnen (Salticidae). De soort komt voor in Maleisië.